# Mircea Zorileanu
Mircea Zorileanu (n. 14 octombrie 1883, București, România – d. 10 februarie 1919, Nervi⁠(d), Liguria, Italia) a fost un ofițer, unul dintre pionierii aviației române, fiind al doilea aviator brevetat în România, după Ștefan Protopopescu. A avut o fire poetică, scriind câteva cărți și numeroase articole în sprijinul aviației. Numele său a fost dat filialelor teritoriale Ghimbav și Sânpetru (Brașov) ale Aeroclubului României.

## Tinerețe
Mircea Zorileanu se naște în 14 octombrie 1883 ca al treilea și ultimul copil al medicului militar Mr. Nicolae Zorileanu, care ulterior avea să avanseze până la gradul de general de brigadă, și al Eufrosinei Popescu. Numele de familie provine de la cel al cătunului Zorila, (sau, după alte surse Zorileni) situat în comuna Broșteni din județul Mehedinți, de unde tatăl său era originar. Avea două surori, mai mari, născute în 1881 și 1882.
Tatăl său a fost mutat cu serviciul la Târgoviște, unde, între anii 1894-1896 Mircea frecventează cursurile gimnaziului „Enăchiță Văcărescu”. În anul 1896 familia sa se întoarce în București, iar el își va continua cursurile gimnaziale la gimnaziul „Cantemir Vodă”, pe care îl va absolvi în 1898. În 1898 promovează printre primii examenul de admitere la Liceul Militar din Craiova, după absolvirea căruia în 1903 se orientează spre Școala militară de ofițeri de infanterie, specialitatea cavalerie.
La 22 iunie 1905 Mircea Zorileanu primește gradul de sublocotenent și este repartizat la Regimentul 1 Roșiori din Galați. În dorința de a se perfecționa, urmează Școala specială de cavalerie din Târgoviște, iar în 1909 Școala de cavalerie italiană de la Tor di Quinto. La 1 aprilie 1909 este mutat la Divizionul de cavalerie Dobrogea, cu garnizoana la Tulcea. Exact peste un an, la 1 aprilie 1910 este avansat locotenent. În vara anului 1910 suferă, în urma unei căzături de pe cal, câteva fracturi și este declarat inapt pentru echitație.

Mircea Zorileanu la școala din Mourmelon, în august 1911.

În acea perioadă, mai ales în urma primului zbor efectuat în România de Louis Blériot în 31 octombrie 1909, se discuta foarte mult despre aviație, de care Mircea Zorileanu se simte atras. În toamna anului 1910, cu puțini bani pleacă în Franța, la școala de aviație Blériot a lui Roger Sommer, de la Mourmelon le Grand, pe care o frecventează între 12 noiembrie 1910 și 13 februarie 1911, fără însă a obține brevetul de pilot în acel moment. Reîntors în țară este solicitat să devină instructor la „Școala de pilotaj” de la București a prințului George Valentin Bibescu. Deși era bun pilot, nu era încă brevetat, astfel că în data de 15 iulie 1911 execută în fața unei comisii militare un zbor cu un monoplan Blériot, zbor în urma căruia primește al doilea brevet de aviator acordat în România, primul fiind acordat în data de 9 iulie 1911 sublocotenentului Ștefan Protopopescu de la Școala nr. 1 de pilotaj de la Chitila. În august 1911 se întoarce la școala din Mourmelon, iar în 22 august 1911 obține brevetul de pilot al acestei școli, al 587-lea.
Pentru popularizarea aviației, Zorileanu împreună cu locotenentul Nicolae Capșa, tot de la școala de pilotaj a lui Bibescu, execută cu două avioane Blériot o serie de raiduri. La 6 octombrie 1911 zboară pe ruta București – Ploiești, ocazie cu care au urcat la înălțimea de 1000 m, record național, iar la 29 octombrie zboară până la Târgoviște. În data de 22 octombrie 1911 este decorat cu medalia Virtutea Militară de aur, pentru curaj și iscusință în zbor.

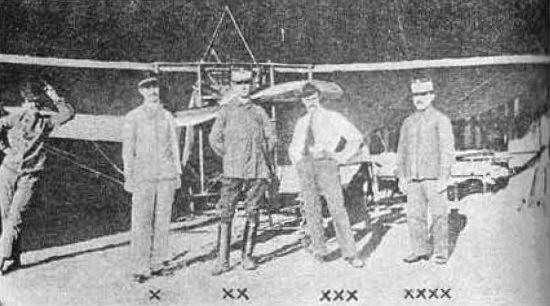
La școala de aviație de la Cotroceni. Ion Istrate (x), Mircea Zorileanu (xx), George Valentin Bibescu (xxx), Nicolae Capșa (xxxx)

La 1 aprilie 1912, cele două școli de aviație care funcționau la Cotroceni se unesc. Sesizându-se potențialul aviației, sub patronajul lui Carol I se înființează Liga Națională Aeriană, a cărei școală de aviație era la Băneasa. Aici sunt detașați, în iulie 1912, Mircea Zorileanu și Nicolae Capșa. În 20 octombrie 1912 ei reușesc să urce la 2500 m, nou record național, însă, datorită condițiilor de zbor (aparat fără cabină), Zorileanu se îmbolnăvește și are nevoie de un an de spitalizare. După revenire, în data de 1 aprilie 1914 este avansat căpitan. Continuă seria recordurilor și în data de 17 septembrie 1915 trece pentru prima dată în zbor munții Carpați.

## Ofițer în primul război mondial

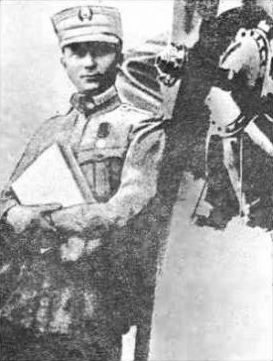
Mr. Mircea Zorileanu decorat, lângă un aparat Blériot XI.

După intrarea României în război, la 15 august 1916, căpitanul Mircea Zorileanu este numit la comanda unei escadriel de recunoaștere și bombardament, efectuând o serie de misiuni de observație în Oltenia. Datorită cursului războiului, Grupul 1 aeronautic (din care făcea parte și escadrila lui Zorileanu) este mutat întâi la Tecuci, iar în primăvara anului 1917 la Onești. Execută numeroase misiuni pentru Armata a 2-a română, exemple fiind cea din noaptea de 12-13 iunie 1917, când, împreună cu locotenentul Ștefan Sănătescu, a bombardat Fabrica Covasna și gara Brașov, respectiv misiunile de fotografiere aeriană efectuate împreună cu Constantin Gonța. Pentru apărare, face rost de o mitralieră pe care o montează pe avion și cu care efectuează o serie de trageri, însă este criticat, deoarece se considera că aparatul este prea slab pentru a susține o astfel de armă. În timpul misiunilor are un accident ușor, dar care îi agravează sănătatea. La începutul lui 1917 Mircea Zorileanu a fost detașat la Escadrila „Farman 2” din cadrul Grupului 1 de aviație, fiind specializat în misiuni de bombardament. Merită amintit atacul unui punct de comandă de divizie a inamicului, gările Brețcu și Brașov unde se găseau aglomerări de trupe ale inamicului, precum și aerodromuri ale acestora. Aceste bombardamente s-au executat pe timp de noapte, într-o perioadă când avioanele erau lipsite de aparatură de navigație și ochire, fapt ce făcea ca aceste acțiuni să fie apreciate ca adevărate performanțe. În primăvara lui 1917, Zorileanu a executat un număr de misiuni de recunoaștere și observare, totalizând 45 de ore de zbor. Pe lângă acestea, numai în prima parte a lunii mai 1917 s-au executat 30 de ore de zbor în misiuni de bombardament. Pentru toate faptele sale a fost decorat cu ordinul național „Steaua României” cu spade în grad de cavaler și alte ordine și medalii.  În 1917 este avansat maior.

## Boala și moartea

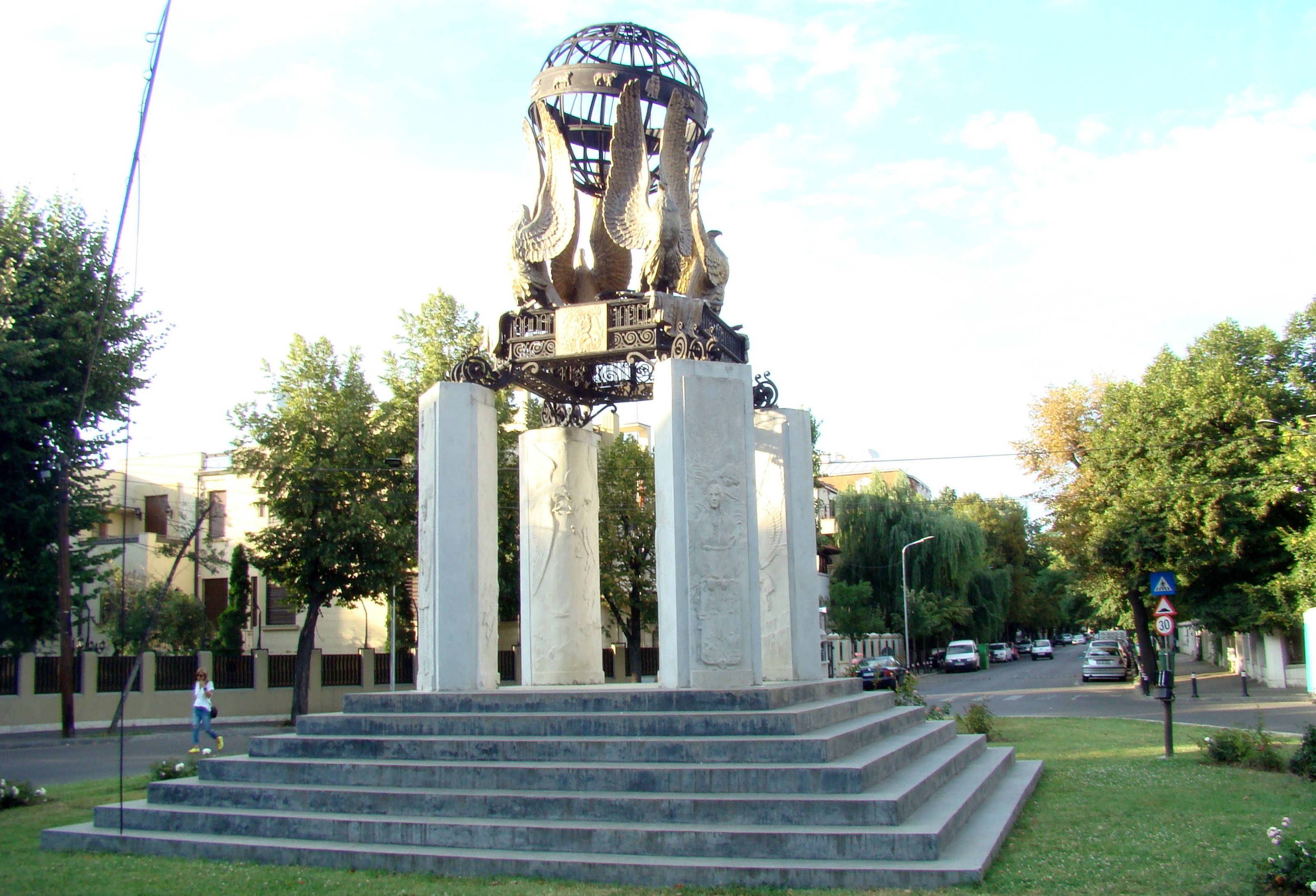
Monumentul Aerului (Memorialul Zorileanu), Piața Quito, sector 1, București

Având sănătatea zdruncinată și simțindu-se tot mai rău, în toamna anului 1918 pleacă la Arosa, în Elveția, unde mai fusese la tratament. Însă, deși în decursul timpului a fost sprijinit financiar de Nicolae Filipescu, Take Ionescu, căpitanul Andrei Popovici și generalul Dumitru Iliescu, acum banii nu i-au ajuns decât pentru două luni. În ianuarie 1919 pleacă în Italia, la Genova, unde, lipsit fiind de acte și mijloace, autoritățile italiene au dubii privind identitatea sa. În urma mărturiei doamnelor Lucia Cosma și Veturia Goga (soția lui Octavian Goga), care erau la Genova și-l cunoșteau, este internat prin diligențele doamnei Zoe Gârbea Tomellini, întâi în spitalul Lido, iar după puțin timp transferat într-un spital din Nervi. Era însă prea târziu și se stinge în spital în data de 10 februarie 1919 (după alte surse la 14 februarie 1919). Este incinerat a doua zi la cimitirul Staglieno din Genova, ceremonie în timpul căreia primește onorul pilotului italian Mario Stoppani, care zboară deasupra cu un aparat Ansaldo S.V.A..
În anul 1937 Aeroclubul Regal al României i-a ridicat un monument în piața Quito din București, la întretăierea străzilor Paris, Praga și Varșovia, monument în temelia căruia este zidită urna, adusă în țară de la Nervi, cu cenușa maiorului aviator Mircea Zorileanu.

## Activitatea literară

Mircea Zorileanu văzut de Iov.

În perioadele în care își refăcea sănătatea la băi, sau în momentele de relaxare, Mircea Zorileanu a scris câteva lucrări și mai multe articole în sprijinul aviației. În 1916 scrie Pentru Carpații noștri, publicat la București, sub pseudonimul Meșterul Manole, în care adună impresii, informații și reflecții despre școala de aviație, aviatori, aviație și viitorul ei. În 1917 publică în colaborare cu Marcel Drăgușanu la Piatra Neamț Pe urmele libertății. În 1918 publică la Iași lucrarea Ion Pripitu, poștaș aerian, în care face considerații cu privire la viitorul aviației în domeniul civil.
În afară de asta publică diverse articole în presa vremii și în Revista Automobilă. Cu această ocazie lansează celebrul dicton „Avem și noi oceanul nostru”.